# Chodda costiplaga
Chodda costiplaga är en fjärilsart som beskrevs av George Thomas Bethune-Baker 1906. Chodda costiplaga ingår i släktet Chodda och familjen nattflyn. Inga underarter finns listade i Catalogue of Life.